# Ilhat
Ilhat (okzitanisch gleichlautend) ist eine französische Gemeinde mit 124 Einwohnern (Stand 1. Januar 2022) im Département Ariège in der Region Okzitanien. Sie gehört zum Arrondissement Pamiers, zum Kanton Pays d’Olmes und zum Gemeindeverband Pays d’Olmes. 

## Geografie
Die Gemeinde Ilhat liegt am Ostrand des Plantaurel-Massiv (Massif du Plantaurel), etwa 50 Kilometer nördlich des Pyrenäen-Hauptkammes und 16 Kilometer östlich von Foix. Durch das aus den Dörfern Ilhat, Cazal, Rapy und Bac bestehende Gemeindegebiet fließt der Douctouyre, der hier auf seinem Weg nach Norden eine Bergkette durchbricht und eine 200 Meter tiefe Schlucht bildet. Ilhat grenzt an Carla-de-Roquefort und Lieurac im Norden, Sautel im Nordosten, Raissac und Péreille im Südosten, Roquefixade im Süden und Südwesten sowie Roquefort-les-Cascades im Westen.

## Bevölkerungsentwicklung
| Jahr      | 1962 | 1968 | 1975 | 1982 | 1990 | 1999 | 2010 | 2021 |
| --------- | ---- | ---- | ---- | ---- | ---- | ---- | ---- | ---- |
| Einwohner | 102  | 89   | 72   | 92   | 97   | 107  | 122  | 125  |

Im Jahr 1831 wurde mit 470 Bewohnern die bisher höchste Einwohnerzahl ermittelt. Die Zahlen basieren auf den Daten von cassini.ehess und INSEE.

## Sehenswürdigkeiten
- Kirche Saint-Pierre im Ortsteil Cazal
- Oratorium

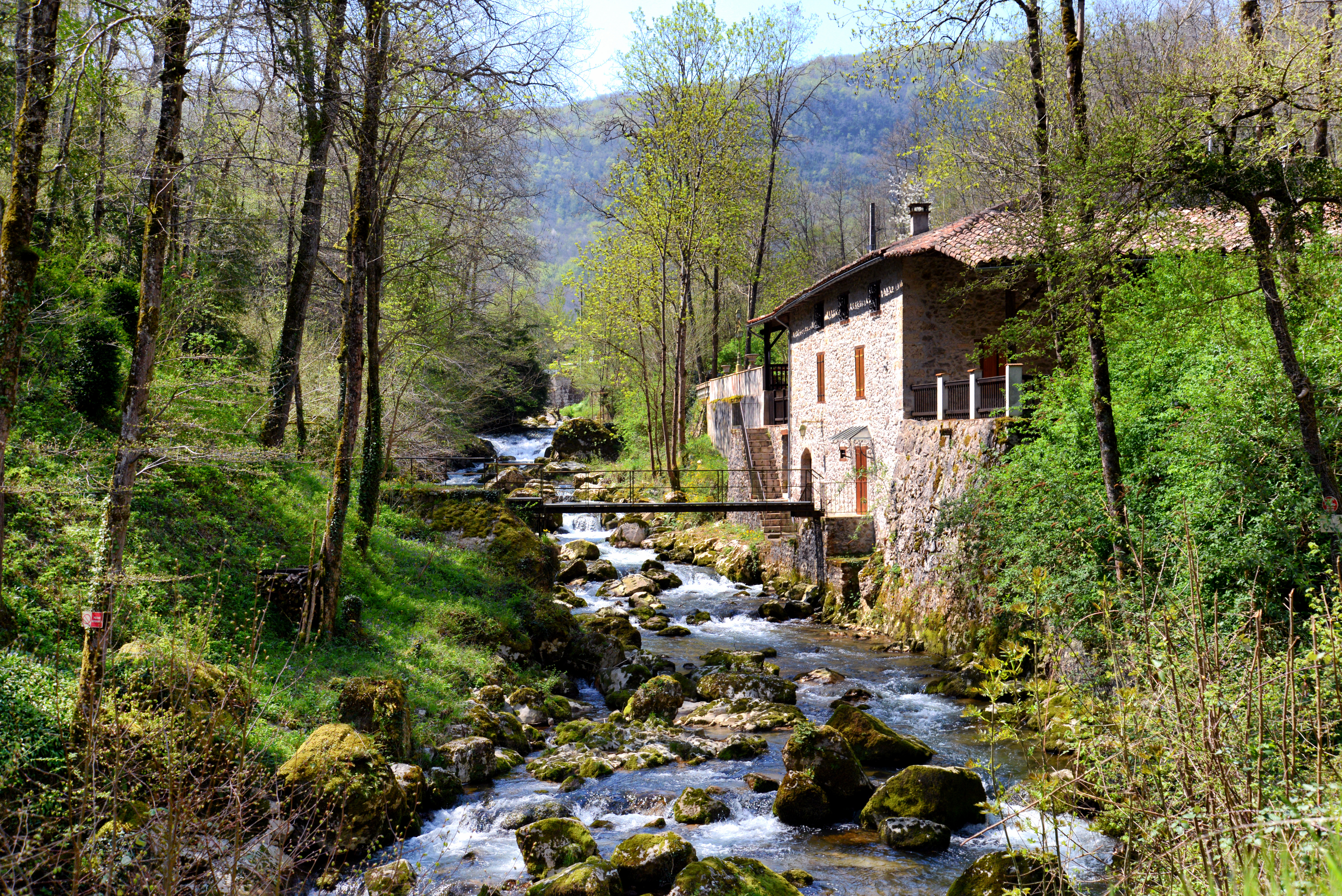
Fluss Douctouyre in Ilhat
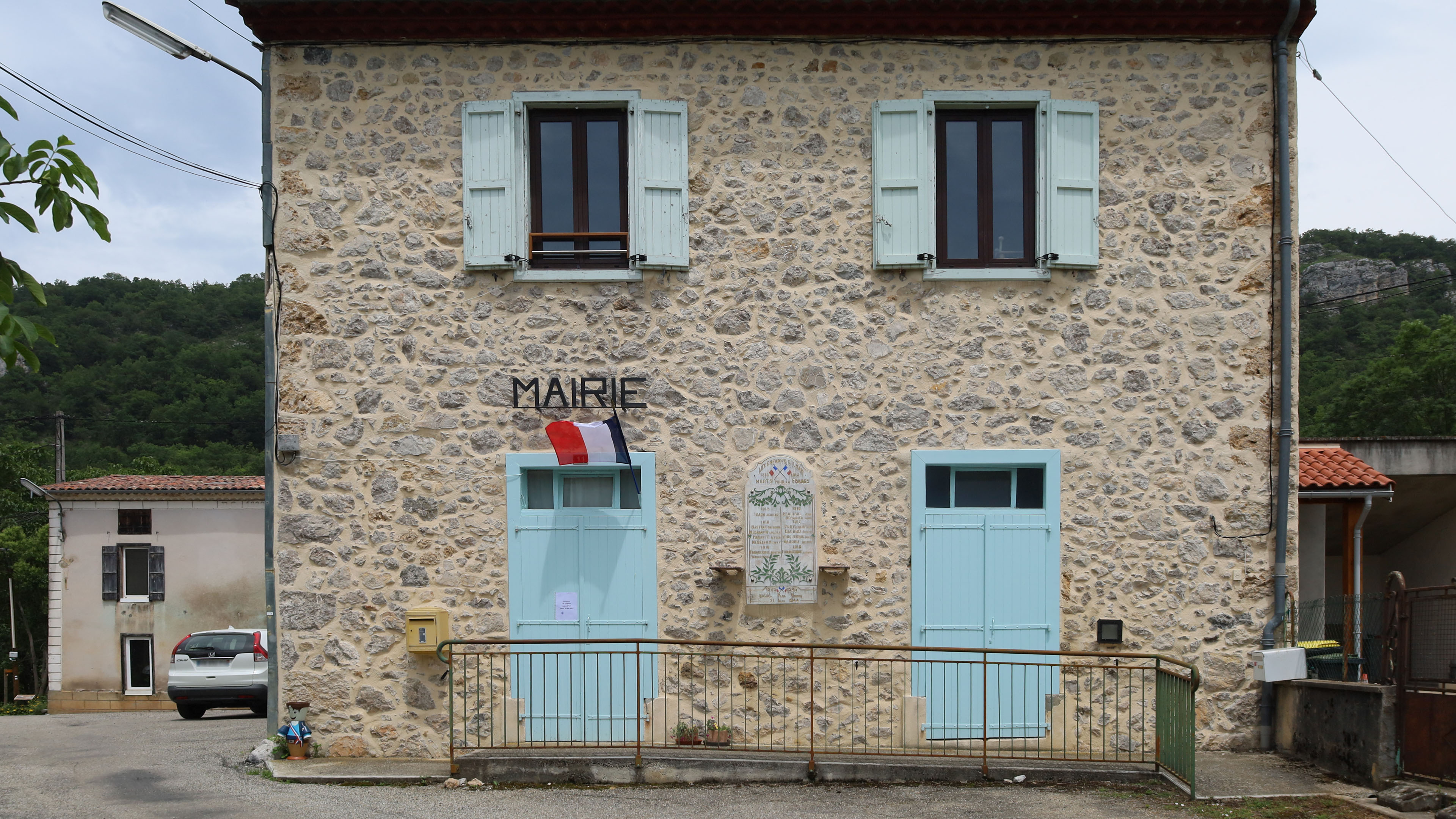
Rathaus (mairie)

## Wirtschaft und Infrastruktur
Das früher land- und forstwirtschaftlich geprägte Dorf Ilhat lebt heute auch vom Tourismus und vom Kleingewerbe. Es gibt noch vier Landwirtschaftsbetriebe in Ilhat (Getreideanbau, Pferde- und Rinderzucht).
Ilhat liegt abseits größerer Verkehrsachsen. Landstraßen führen von Ilhat nach Pamiers, Foix und Lavelanet (Straßen-)Kilometer entfernten Kurort Ax-les-Thermes besteht Anschluss an die Route nationale 20 (E 9) von Tarascon-sur-Ariège nach Puigcerdà in Katalonien. Der Bahnhof im 15 Kilometer entfernten Foix liegt an der Bahnstrecke Portet-Saint-Simon–Puigcerdà.

## Belege
1. ↑  Ilhat auf cassini.ehess
2. ↑  Ilhat auf INSEE
3. ↑  Landwirtschaftsbetriebe auf annuaire-mairie.fr (französisch)